# Apraxia del habla
La apraxia del habla (AOS, por sus siglas en inglés) en un desorden del habla oral motora, que afecta la habilidad de un individuo de traducir planos conscientes del habla en planos motores, lo cual resulta en una habilidad del habla limitada y complicada. Por la definición de apraxia, AOS afecta los patrones de movimiento volitivo (voluntario o intencional), sin embargo AOS también afecta usualmente el habla automática.
Individuos que sufren de AOS tienen dificultad de relacionar los mensajes del habla desde el cerebro a la boca. AOS es la pérdida de la principal habilidad del habla provocada por una lesión cerebral como un derrame o una enfermedad progresiva.
Dispraxia verbal del desarrollo (DVD), también conocida como apraxia del habla infantil (CAS, por sus siglas en inglés); es la incapacidad de utilizar la planificación motriz para realizar los movimientos necesarios para el habla durante el proceso de aprendizaje del lenguaje infantil. Sin embargo las causas difieren entre AOS y DVD, las principales características y tratamientos son similares.

## Características
Apraxia del habla (AOS) es un desorden neurogenético de comunicación que afecta el sistema motor programador de la producción del habla. Individuos con AOS demuestra dificultad en la producción del habla, específicamente secuenciando y formando sonidos. El modelo Levelt describe el proceso de producción del habla en las siguientes tres etapas consecutivas: conceptualización, formulación y articulación. De acuerdo con el modelo de Levelt, la apraxia del habla reside en la región de la articulación. Los individuos no sufren de una deficiencia del lenguaje, pero tienen dificultades en la producción del lenguaje desde la manera auditiva. Notablemente, esta dificultad está limitada al habla vocal, y no afecta la producción del lenguaje de señas. El individuo sabe exactamente lo que quiere decir, pero hay una interrupción en la parte del cerebro que envía la señal al músculo para el movimiento específico. Las personas con AOS adquirido muestran características distintivas de los errores de articulación y prosodia (ritmo, acentuación o entonación). Las características coexistentes pueden incluir palpitaciones y producción de habla con esfuerzo con autocorrección, dificultad para iniciar el habla, anormal tensión, entonación y errores de ritmo, e inconsistencia con la articulación.
Wertz et al., (1984) describe las siguientes cinco características del habla que un individuo con apraxia del habla pueda exhibir:

#### Esfuerzo de ensayo y error con tanteo
El tanteo es cuando la boca busca la posición necesaria para crear un sonido. Cuando se produce este proceso de prueba y error, los sonidos pueden mantenerse por más tiempo, repetirse o ser expresados en silencio. En algunos casos, un paciente con AOS puede ser capaz de producir ciertos sonidos por sí mismo, de manera fácil e inconsciente, pero cuando otro le pide que produzca el mismo sonido, el paciente puede tantear con los labios, utilizando el control volitivo (percepción consciente de los movimientos del habla que intenta) mientras se esfuerza por producir el sonido.

#### Autocorrección de errores
Los pacientes están conscientes de sus errores del habla y que pueden intentar corregirse a sí mismos. Esto puede involucrar consonantes, vocales y sustitución de sonidos distorsionados. Personas con AOS suelen tener mucho mejor entendimiento del habla que de lo que pueden expresar. Esta habilidad receptiva les permite intentar una autocorrección.

#### Ritmo anormal, acentuación y entonación
Quienes sufren de AOS presentan errores prosódicos que incluye tonos y ritmos irregulares. Las causas de estas  anomalías provocan que el habla sea: muy lenta o muy rápida y altamente segmentada (pausas frecuentes). Una persona  con AOS también expresan las sílabas incorrectamente y de manera monótona. Como resultado, el habla se describe a menudo como "robótica". Cuando las palabras se producen en un tono monótono con una tensión silábica igual, una palabra como 'tectónica' puede sonar como 'tec-ton-ic' en lugar de 'tec-TON-ic'. Estos patrones ocurren a pesar de que los hablantes conocen los patrones prosódicos que deben usarse.

#### Errores de articulación inconsistentes en producciones del habla repetidas de la misma expresión
Cuando se produce la misma expresión en diferentes casos, una persona con AOS puede tener dificultades para usar y mantener la misma articulación que se usó anteriormente para esa expresión. En algunos días, las personas con AOS pueden tener más errores o parecer que "pierden" la capacidad de producir ciertos sonidos durante un período de tiempo. La articulación también se vuelve más difícil cuando una palabra o frase requiere un ajuste de articulación, en el que los labios y la lengua deben moverse para cambiar entre los sonidos. Por ejemplo, la palabra "bebé" necesita menos ajuste de la boca que la palabra "perro", ya que producir "perro" requiere dos movimientos de lengua / labios para articular.

#### Dificultad para iniciar enunciados
La producción de expresiones se convierte en una tarea difícil en los pacientes con AOS, que dan como resultado varios errores del habla. Los errores al completar un gesto de movimiento del habla pueden aumentar a medida que aumenta la longitud de la expresión. Como las palabras multisilábicas son difíciles, las que tienen AOS usan sílabas simples y un rango limitado de consonantes y vocales.

## Diagnóstico
La apraxia del habla puede ser diagnosticada por un patólogo del habla y lenguaje (SLP) a través de exámenes específicos que miden los mecanismos orales del habla. El examen de los mecanismos orales involucra tareas como frotar los labios, soplar, lamer los labios, elevar la lengua y también implica un examen de la boca. Un examen completo también implica la observación del paciente comiendo y hablando. Los SLP no están de acuerdo con un conjunto específico de características que conforman la apraxia del diagnóstico del habla,[cita requerida] por lo que cualquiera de las características de la sección anterior podría usarse para formar un diagnóstico. Se les puede pedir a los pacientes que realicen otras tareas diarias, como leer, escribir y conversar con otros. En situaciones que involucran daño cerebral, una exploración del cerebro por MRI también ayuda a identificar áreas dañadas del cerebro.
Se debe utilizar un diagnóstico diferencial para descartar otros trastornos similares o alternativos. Si bien los trastornos como la afasia expresiva, la afasia de conducción y la disartria involucran síntomas similares a los de la apraxia del habla, los trastornos deben distinguirse para tratar correctamente a los pacientes.[cita requerida] Si bien AOS implica la planificación motora o la etapa de procesamiento del habla, afásica los trastornos pueden involucrar otros procesos del lenguaje.
Según Ziegler et al., esta dificultad en el diagnóstico se deriva de las causas desconocidas y la función del trastorno, lo que dificulta establecer parámetros definidos para la identificación de AOS. Específicamente, explica que la apraxia oral-facial, la disartria y el deterioro fonológico afásico son los tres trastornos claramente diferentes que hacen que las personas muestren síntomas que a menudo son similares a los de alguien con AOS, y que estos familiares cercanos deben ser descartados correctamente por un patólogo del habla y el lenguaje antes de AOS se puede dar como un diagnóstico. De esta manera, el AOS es un diagnóstico de exclusión, y generalmente se reconoce cuando se eliminan todos los demás trastornos similares de la producción de sonidos del habla.

### Posibles afasias comórbidas
El AOS y la afasia expresiva (también conocida como afasia de Broca) suelen confundirse con el mismo trastorno, principalmente porque a menudo se presentan juntos en los pacientes. Aunque ambos trastornos presentan síntomas, como una dificultad para producir sonidos debido al daño en las partes del lenguaje del cerebro, no son lo mismo. La principal diferencia entre estos trastornos radica en la capacidad de comprender el lenguaje hablado; los pacientes con apraxia pueden comprender completamente el habla, mientras que los pacientes con afasia no siempre pueden comprender completamente el habla de los demás.
La afasia de conducción es otro trastorno del habla que es similar, pero no lo mismo, a la apraxia del habla. Aunque los pacientes que sufren de afasia de conducción tienen una comprensión completa del habla, al igual que los pacientes con AOS, existen diferencias entre los dos trastornos. Los pacientes con afasia de conducción generalmente pueden hablar con fluidez, pero no tienen la capacidad de repetir lo que escuchan.
De manera similar, la disartria, otro trastorno del habla motora, se caracteriza por la dificultad para articular los sonidos. La dificultad en la articulación no se produce debido a la planificación del movimiento motor, como ocurre con AOS. En cambio, la disartria es causada por la incapacidad o debilidad de los músculos de la boca, la cara y el sistema respiratorio.

## Causas
La apraxia del habla puede ser causada por deterioro en partes del cerebro que controlan el movimiento muscular y el habla. Sin embargo, la identificación de una región particular del cerebro en la que siempre ocurre AOS ha sido controversiales. Varios pacientes con daños en las estructuras subcorticales izquierdas, regiones de la ínsula y área de Broca han sido diagnosticados con AOS. Más comúnmente, es desencadenado por lesiones vasculares, pero el AOS también puede surgir debido a tumores y traumatismos.

### Apraxia del habla aguda
El AOS asociado con el accidente cerebrovascular es la forma más común de AOS adquirido, y representa aproximadamente el 60% de todos los casos de AOS adquiridos notificados. Este es uno de los varios trastornos posibles que pueden resultar de un accidente cerebrovascular, pero solo alrededor del 11% de los casos de accidente cerebrovascular involucran este trastorno. El daño cerebral a las conexiones neuronales, y especialmente a las sinapsis neuronales, durante el accidente cerebrovascular puede llevar a un AOS adquirido. La mayoría de los casos de AOS asociados a accidentes cerebrovasculares son menores, pero en los casos más graves, toda la función motora lingüística puede perderse y debe volver a aprenderse. Dado que la mayoría de esta forma de AOS tiene al menos cincuenta años, pocos se recuperan completamente a su nivel anterior de capacidad para producir el habla.
Otros trastornos y lesiones del cerebro que pueden conducir a AOS incluyen demencia (traumática), trastornos neurológicos progresivos y lesión cerebral traumática.

### Apraxia del habla progresiva
Investigaciones recientes han establecido la existencia de apraxia progresiva primaria del habla causada por atrofia motora neuroanatómica. Durante mucho tiempo, este trastorno no se distinguió de otros trastornos motores del habla como la disartria y, en particular, la afasia primaria progresiva. Se han realizado muchos estudios para identificar áreas del cerebro en las que ocurre este trastorno en particular o, al menos, para demostrar que ocurre en diferentes áreas del cerebro que en otros trastornos. Un estudio observó a 37 pacientes con trastornos del habla neurodegenerativos para determinar si es distinguible o no de otros trastornos y, de ser así, en qué parte del cerebro se puede encontrar. Usando pruebas de habla y lenguaje, neurológicas, neuropsicológicas y de neuroimagen, los investigadores llegaron a la conclusión de que el PAS existe y que se relaciona con un premotor lateral superior y atrofia motora suplementaria. Sin embargo, debido a que el PAS es un trastorno tan raro y recientemente descubierto, muchos estudios no tienen suficientes sujetos para observar para que los datos sean completamente concluyentes.